# Rynchops albicollis
El rayador indio o rayador hindú (Rynchops albicollis) es una especie de aves caradriforme de la familia Rynchopidae nativa del sur de Asia. Es similar a los charranes en apariencia, pero al igual que los otros rayadores, tiene la mandíbula superior corta y la maxilar inferior más larga para arar la superficie del agua y recoger presas acuáticas. Está amenazada por la pérdida, degradación y contaminación de su hábitat por los seres humanos.